# Vuotostunturi
Vuotostunturi är en kulle i Finland.   Den ligger i den ekonomiska regionen  Östra Lapplands ekonomiska region  och landskapet Lappland, i den norra delen av landet, 800 km norr om huvudstaden Helsingfors. Toppen på Vuotostunturi är 452 meter över havet.
Terrängen runt Vuotostunturi är huvudsakligen platt, men åt nordväst är den kuperad. Vuotostunturi är den högsta punkten i trakten. Trakten runt Vuotostunturi är nära nog obefolkad, med mindre än två invånare per kvadratkilometer. Det finns inga samhällen i närheten. == Kommentarer ==
1. ↑  Framräknat ur variansen i alla höjduppgifter (DEM 3") från Viewfinder Panoramas, inom 10 km radie.[2] Mer om algoritmen finns här: Användare:Lsjbot/Algoritmer.